# (12746) Yumeginga
(12746) Yumeginga es un asteroide perteneciente al cinturón de asteroides, descubierto el 16 de noviembre de 1992 por Masayuki Yanai y el también astrónomo Kazuro Watanabe desde el Observatorio de Kitami, Hokkaidō, Japón.

## Designación y nombre
Designado provisionalmente como 1992 WC1. El nombre Yumeginga se deriva del apodo del Museo del Espacio y la Ciencia en Takeo, prefectura de Saga. "Yume" significa "sueño" y "ginga" significa "galaxia". Yumeginga celebró su décimo aniversario en julio de 2009.

## Características orbitales
Yumeginga está situado a una distancia media del Sol de 2,238 ua, pudiendo alejarse hasta 2,665 ua y acercarse hasta 1,810 ua. Su excentricidad es 0,191 y la inclinación orbital 4,714 grados. Emplea 1222,78 días en completar una órbita alrededor del Sol.

## Características físicas
La magnitud absoluta de Yumeginga es 13,88. Tiene 4,451 km de diámetro y su albedo se estima en 0,224.